# Oltacloea ribaslangei
Oltacloea ribaslangei là một loài nhện trong họ Gnaphosidae.
Loài này thuộc chi Oltacloea. Oltacloea ribaslangei được A. B. Bonaldo & Antonio D. Brescovit miêu tả năm 1997.